# Star Fox 64 3D
Star Fox 64 3D (яп. スターフォックス64 3D Сута: Фоккусу Рокудзю:ён Сури:ди:) — видеоигра для Nintendo 3DS. Является ремейком Star Fox 64. Была разработана совместно с Nintendo EAD и Q-Games, и была опубликована Nintendo. Выпущена 14 июля 2011 года в Японии, 9 сентября 2011 года в Европе и Северной Америке, и 15 сентября 2011 года в Австралии.
Хотя оригинальная игра для Nintendo 64 и её переиздание 2007 года на Wii Virtual Console в Европе и Австралии издавалась под названием Lylat Wars, ремейк на 3DS был выпущен под названием Star Fox 64 3D во всех регионах.

## Игровой процесс
Игровой процесс Star Fox 64 3D, с некоторыми исключениями, очень схож с оригинальной версией. Игрок управляет космическим кораблём Arwing, пилотируемым Фоксом МакКлаудом, поворачивая с помощью круглого джойстика, боковые кнопки для наклона влево или вправо, и четыре кнопки справа для стрельбы лазерами и бомбами, торможения и ускорения. Кнопки направления позволяют игроку выполнять сальто и развороты, которые также могут быть использованы совместно с другими комбинациями управления. Игрок также может включить использование гироскопа, который позволяет управлять Arwing путем наклона 3DS в пространстве. Диалоги персонажей и сообщения отображаются на нижнем экране.
Одиночная игра содержит два режима: «64 Mode», который повторяет задачи и сложность оригинальной игры, и «3DS Mode», в котором сложность и задачи сбалансированы по отношению к новому управлению и гироскопу. Также доступен третий режим, «Expert», который может быть открыт во время обычного прохождения, и который добавляет уровень сложности «Expert» из оригинальной игры. Каждый режим отслеживает баллы и медали игрока по отдельности.

## Разработка
В 2010 году на конференции E3 2010 Nintendo анонсировала ремейк игры Star Fox 64 для Nintendo 3DS, названный Star Fox 64 3D, а демоверсия игры была показана в тот же день. В демонстрационной версии управление и диалоги персонажей выводились на нижнем экране, и было добавлено использование гироскопа консоли Nintendo 3DS для управления кораблём игрока в космосе. На E3 2011 было анонсировано, что у игры будет поддержка многопользовательской игры до четырех игроков.
7 июня 2011 года, во время сессии вопросов и ответов Nintendo на E3, Миямото пошутил, что он предупредил разработчиков, что если Star Fox 64 3D не станет лучшей игрой в серии или не принесёт достаточно прибыли, франшиза больше не будет издаваться.
В интервью журналу Official Nintendo Magazine планировщик игры Юсуке Амано раскрыл причину, почему в игру не была добавлена поддержка игры онлайн, заявив, что «просто делания многопользовательскими существующих частей игры играбельными онлайн недостаточно для того чтобы создать удовлетворительный опыт для пользователей. Популярные онлайн игры работают с кучей деталей для того чтобы играться хорошо, и если мы бы хотели удовлетворить всех кто купил игру, затраты, необходимые для включения онлайн-поддержки, были бы огромными». Амано также отметил, что были другие причины для этого, такие как сжатые временные рамки разработки, а также концентрация разработчиков на графике в попытке усилить привлекательность консоли Nintendo 3DS. Тем не менее, Амано также добавил, что он не исключил бы возможность онлайн-игры в будущей игре серии Star Fox.

## Реакция критики
| Сводный рейтинг       | Сводный рейтинг |
| Агрегатор             | Оценка          |
| --------------------- | --------------- |
| GameRankings          | 81,71 %         |
| Metacritic            | 81/100          |
| Русскоязычные издания |                 |
| Издание               | Оценка          |
| «Страна игр»          | 8/10            |

Игра Star Fox 64 3D получила положительные отзывы, с средней оценкой на Metacritic в 81, на основе 65 отзывов. Однако обозреватели в среднем жаловались на отсутствие многопользовательской онлайн-игры, и на то что игра слишком похожа на оригинал, и желали включения нового контента.
16 октября 2015 года игра была включена в диапазон Nintendo Selects в Европе, что свидетельствовало о глобальных продажах более 1 миллиона единиц. За этим последовало издание в рамках Nintendo Selects в Австралии 26 мая 2016 года.
Дмитрий Коконев из Страны игр прокомментировал уровень сложности игры, что игра «предельно дружелюбная и понятная, и на среднем уровне сложности большую часть заложенного в нее потенциала просто не успеваешь использовать», и заключил что «это простоватое, немного детское, немного наивное произведение искусства мира видеоигр. Если кто-нибудь додумается до введения „списка обязательной к ознакомлению классики“, то Star Fox 64 точно окажется в нем на верхних строчках», поставив игре 8 баллов из 10.